# Пођо Миртето Скало (Ријети)
Пођо Миртето Скало је насеље у Италији у округу Ријети, региону Лацио.
Према процени из 2011. у насељу је живело 817 становника. Насеље се налази на надморској висини од 53 м.